# Neoconocephalus bivocatus
Neoconocephalus bivocatus is een rechtvleugelig insect uit de familie sabelsprinkhanen (Tettigoniidae). De wetenschappelijke naam van deze soort is voor het eerst geldig gepubliceerd in 1973 door Walker, Whitesell & Alexander.